# Vicekungadömet Río de la Plata
Vicekungadömet Río de la Plata (spanska: Virreinato del Río de la Plata) var det sista och mest kortlivade spanska vicekungadömet i Amerika.
Vicekungadömet bildades 1776 ur det tidigare Vicekungadömet Peru som huvudsakligen omfattade Río de la Plata-bäckenet,  i det som senare kom att bli Argentina, Bolivia, Paraguay och Uruguay. Buenos Aires, vid Río de la Plata-flodens västra mynning, och belägen mittemot portugisiska utposten Colonia del Sacramento, valdes till huvudstad. Skapandet anses vara en av de sena Bourbonreformerna, och motiven var både kommersiella (Buenos Aires var en viktig plats inom olaglig handel), samt säkerhetsriskerna vid ökat intresse bland utländska makter, främst Storbritannien och Portugal.

### Fotnoter
1. ↑  ”Populär historia”. 21 mars 2002. http://www.popularhistoria.se/artiklar/pa-cafe-i-buenos-aires/. Läst 4 mars 2012.
2. ↑  ”World Statesmen”. http://www.worldstatesmen.org/Argentina.html. Läst 4 mars 2012.